# Edwin B. Willis
Edwin B. Willis, född 1893, död 1963, var en amerikansk scenograf. Han nominerades till 32 stycken Oscars och vann åtta.

## Filmografi (i urval)
- 1941 – Blommor i skugga
- 1944 – Gasljus
- 1946 – Hjortkalven
- 1949 – Unga kvinnor
- 1951 – En amerikan i Paris
- 1952 – Illusionernas stad
- 1953 – Julius Caesar
- 1956 – Gatans kung

## Priser och utmärkelser
- Oscar för bästa scenografi, för Blommor i skugga,  26 februari 1942[1]
- Oscar för bästa scenografi (svart-vitt), för Gasljus,  15 mars 1945[2]
- Oscar för bästa scenografi, för Hjortkalven, med  Cedric Gibbons och Paul Groesse,  13 mars 1947[3]
- Oscar för bästa scenografi, för Unga kvinnor, med  Cedric Gibbons, Paul Groesse och Jack D. Moore,  23 mars 1950[4]
- Oscar för bästa scenografi, för En amerikan i Paris, med  Cedric Gibbons, E. Preston Ames och F. Keogh Gleason,  20 mars 1952[5]
- Oscar för bästa scenografi (svart-vitt), för Illusionernas stad, med  Cedric Gibbons, Edward Carfagno och F. Keogh Gleason,  19 mars 1953[6]
- Oscar för bästa scenografi (svart-vitt), för Julius Caesar, med  Cedric Gibbons, Edward Carfagno och Hugh Hunt,  25 mars 1954[7]
- Oscar för bästa scenografi (svart-vitt), för Gatans kung, med  Cedric Gibbons, Malcolm Brown och F. Keogh Gleason,  27 mars 1957[8]

[Redigera Wikidata]